# Nate Adams
Nate Adams (ur. 29 sierpnia 1984 w Phoenix, w stanie Arizona, USA) – amerykański motocyklista FMX.

## Kariera
Karierę motocyklisty FMX rozpoczął w 2000 roku. W 2001 roku zadebiutował na X-Games zajmując 12. miejsca w Step Up oraz Best Trick. Pierwszy znaczący sukces odniósł w 2002 roku wygrywając World Freestyle Motocross Championship. W 2003 roku zdobył dwa srebrne medale na X - Games w konkurencjach: Best Trick i Freestyle. W tym samym roku zadebiutował w Red Bull X - Fighters plasując się dwukrotnie na drugiej pozycji w Madrycie i Walencji. W 2004 roku wygrał na X - Games konkurs Freestyle. W 2005 roku odniósł swoje pierwsze zwycięstwo w zawodach Red Bull X-Fighters w Madrycie. Wygrał dwukrotnie klasyfikację generalną Red Bull X - Fighters (2009, 2010). W 2011 roku zdobył dwa złote medale na X - Games w konkurencjach Freestyle oraz Speed & Style. W tym samym roku zajął drugie miejsce w klasyfikacji Red Bull X - Fighters. Jeździ na motorze Honda CRF 450F.
| Wyniki w Red Bull X- Fighters |          |         |
| Rok                           | Miejsce  | Pozycja |
| ----------------------------- | -------- | ------- |
| 2003                          | Madryt   | 2       |
| 2003                          | Walencja | 2       |
| 2004                          | Madryt   | 2       |
| 2005                          | Madryt   | 1       |
| 2006                          | Meksyk   | 7       |
| 2006                          | Madryt   | 3       |
| 2007                          | Meksyk   | 2       |
| 2007                          | Madryt   | 3       |
| 2009                          | Calgary  | 5       |
| 2009                          | Texas    | 1       |
| 2009                          | Madryt   | 2       |
| 2009                          | Londyn   | 1       |
| 2010                          | Meksyk   | 2       |
| 2010                          | Kair     | 3       |
| 2010                          | Moskwa   | 2       |
| 2010                          | Londyn   | 2       |
| 2010                          | Rzym     | 3       |
| 2011                          | Dubaj    | 3       |
| 2011                          | Brazylia | 1       |
| 2011                          | Rzym     | 1       |
| 2011                          | Poznań   | 1       |
| 2011                          | Sydney   | 11      |

| Wyniki na X - Games |               |         |
| Rok                 | Konkurencja   | Pozycja |
| ------------------- | ------------- | ------- |
| 2001                | Best Trick    | 12      |
| 2001                | Step Up       | 12      |
| 2002                | Best Trick    | 5       |
| 2002                | Freestyle     | 8       |
| 2003                | Best Trick    | 2       |
| 2003                | Freestyle     | 2       |
| 2004                | Best Trick    | 2       |
| 2004                | Freestyle     | 1       |
| 2005                | Best Trick    | 3       |
| 2005                | Freestyle     | 3       |
| 2006                | Best Trick    | 4       |
| 2006                | Freestyle     | 9       |
| 2007                | Freestyle     | 2       |
| 2008                | Best Trick    | 7       |
| 2008                | Freestyle     | 8       |
| 2008                | Speed & Style | 8       |
| 2009                | Freestyle     | 3       |
| 2010                | Freestyle     | 3       |
| 2010                | Speed & Style | 2       |
| 2011                | Best Whip     | 6       |
| 2011                | Freestyle     | 1       |
| 2011                | Speed & Style | 1       |
| 2012                | Freestyle     | 4       |
| 2012                | Speed & Style | 2       |